# سباستيان بارينتوس
سباستيان بارينتوس (بالإسبانية: Sebastián Barrientos)‏ (20 يناير 1989 في تشيلي - ) هو لاعب كرة قدم تشيلي في مركز الهجوم. شارك مع منتخب تشيلي تحت 20 سنة لكرة القدم. أما مع النوادي، فقد لعب مع نادي أونيفرسيداد كاتوليكا.

## وصلات خارجية
- سباستيان بارينتوس على موقع إي إس بي إن إف سي (الإنجليزية)
- سباستيان بارينتوس على موقع قاعدة بيانات كرة القدم.إي يو (الإنجليزية)